# Por fin llegó el indulto
Por Fin Llegó El Indulto es el primer EP de la banda chilena Fiskales Ad-Hok, lanzado en 1988.

## Canciones
1. Policía secreta
2. No aguantas más
3. Mata ratas
4. Almorzando entre muertos

## Miembros
- Álvaro España - voz
- Pogo (Fall. 2022)  - guitarra y coros
- Polo - batería
- Roly Urzua - bajo

- Datos: Q6082758